# Grubocząstkowa materia organiczna

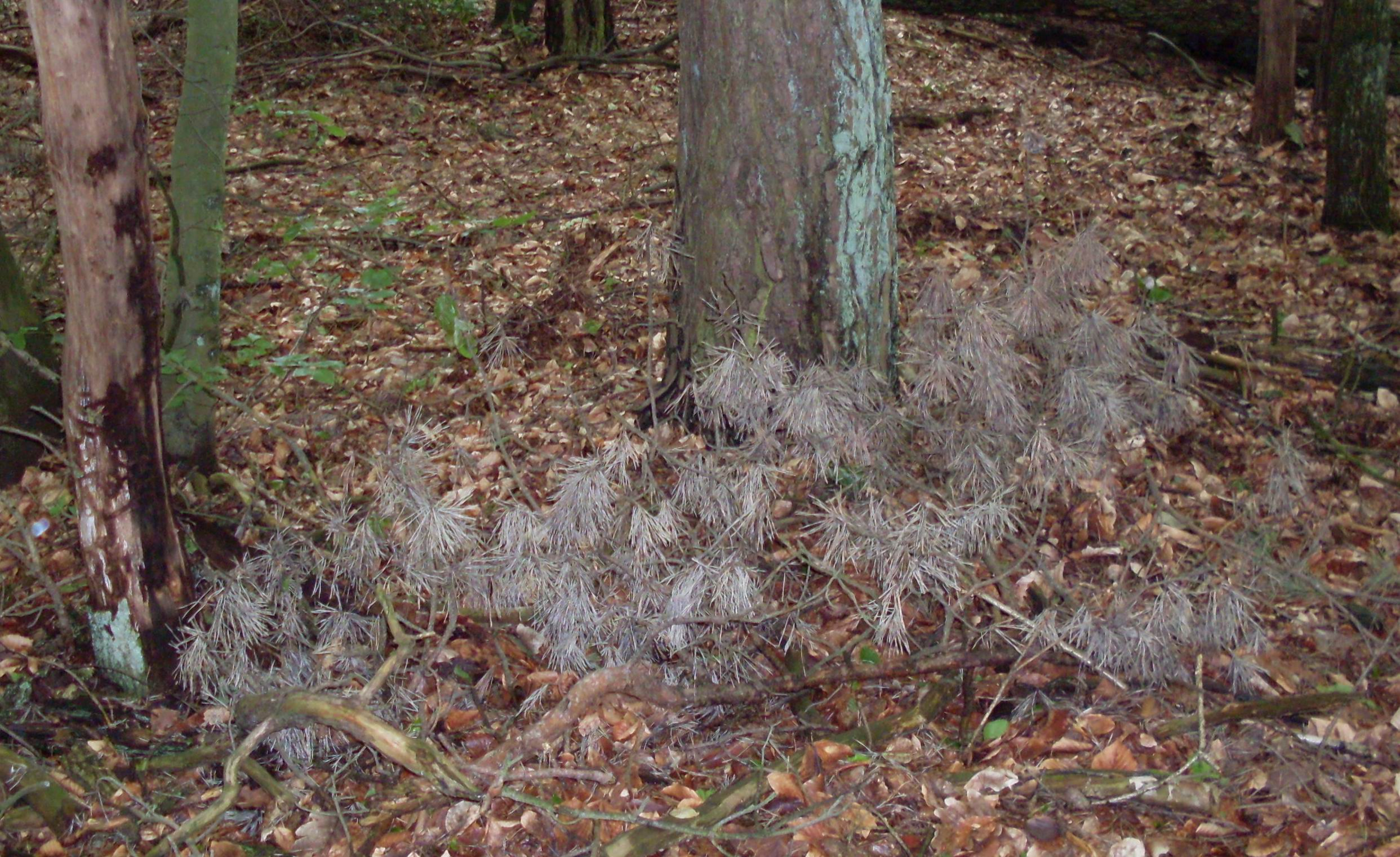
Martwe fragmenty sosny ulegające procesom rozkładu, Puszcza Wkrzańska

Grubocząstkowa materia organiczna (ang. coarse particulate organic matter CPOM) – frakcja martwej materii organicznej o cząstkach większych niż 1 mm, będąca źródłem pokarmu dla rozdrabniaczy.
Źródłem grubocząstkowej materii organicznej w zbiornikach wodnych są:
- liście i igły nadbrzeżnych drzew i zlewni (główne źródło w małych ciekach leśnych oraz małych zbiornikach)
- makrofity w okresie obumierania
- zdrewniałe części roślin
- inne części roślin: kwiaty, owoce, pyłek
- martwe zwierzęta i ich odchody (padlina, kał)